# Popillia proneptis
Popillia proneptis är en skalbaggsart som beskrevs av Ohaus 1920. Popillia proneptis ingår i släktet Popillia och familjen Rutelidae. Inga underarter finns listade i Catalogue of Life.